# La Riviera (Kalifornija)
La Riviera je naseljeno područje za statističke svrhe u američkoj saveznoj državi Kalifornija. Prema popisu stanovništva iz 2010. u njemu je živjelo 10.802 stanovnika.